# 69311 Russ
69311 Russ è un asteroide areosecante della fascia principale. Scoperto nel 1992, presenta un'orbita caratterizzata da un semiasse maggiore pari a 2,3725793 UA e da un'eccentricità di 0,3356126, inclinata di 22,63859° rispetto all'eclittica.